# Beighton Fields
Beighton Fields – wieś w Anglii, w hrabstwie Derbyshire, w dystrykcie Chesterfield. Leży 42 km na północ od miasta Derby i 214 km na północ od Londynu.